# Sky Electronics
Sky Electronics là nhà sản xuất điện thoại di động trụ sở tại Seoul, Hàn Quốc, trực thuộc Pantech Curitel.